# Beyond the Wall (2022)
Beyond the Wall (dt.: „Hinter der Wand“, Originaltitel: شب، داخلی، دیوار / Shab, Dakheli, Divar, dt.: „Nacht, Innenraum, Wand“) ist ein iranischer Spielfilm von Vahid Jalilvand aus dem Jahr 2022.
Das Drama wurde am 8. September 2022 bei den Internationalen Filmfestspielen von Venedig uraufgeführt.

## Handlung
Der Film folgt dem blinden Ali, der bei einem Suizidversuch vom Portier seines Hauses gestört wird. Dieser berichtet ihm von einer flüchtigen Frau, die sich im Gebäude versteckt hält. Ali beschließt daraufhin, der Frau zu helfen. Mit der Zeit findet Ali heraus, dass sich die flüchtige Frau namens Leila in seiner Wohnung aufhält. Sie hatte an einem Arbeiterprotest teilgenommen, der in einem Chaos endete. Als Leila zu einem Polizeiwagen gebracht wurde, verlor sie ihren vierjährigen Sohn aus den Augen. Ali gewöhnt sich an seine neue Mitbewohnerin und fühlt sich emotional zu ihr hingezogen. „Der Wunsch, der Realität zu entfliehen und Leila zu helfen, wird zu einem Zufluchtsort in seiner eigenen Vorstellungswelt“.

## Hintergrund

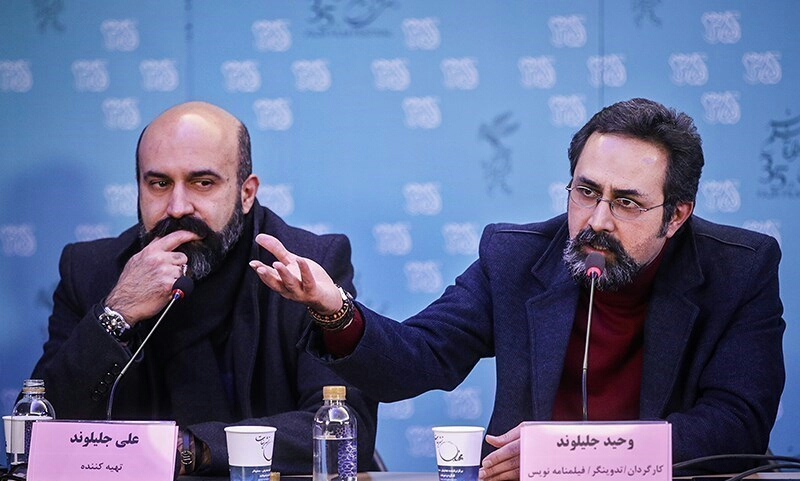
Die Brüder Ali (links) und Vahid Jalilvand (2017)

Beyond the Wall ist der dritte Spielfilm von Vahid Jalilvand, für den er auch das Drehbuch verfasste. Als Produzent trat sein Bruder Ali in Erscheinung. Erneut besetzte Jalilvand die Hauptrollen mit Navid Mohammadzadeh und Amir Aghaee (auch als „Amir Aghaei“ geführt), die bereits in seinen beiden vorangegangenen Spielfilmen Chaharshanbeh, 19 Ordibehesht (2015) und Eine moralische Entscheidung (2017) mitgewirkt hatten. Die weibliche Hauptrolle übernahm die Theaterschauspielerin Diana Habibi (auch als „Diana Habib“ geführt).
Die Fertigstellung des Films soll mindestens zwei Jahre in Anspruch genommen haben. Die Dreharbeiten sollen unterbrochen worden sein, nachdem sich Hauptdarsteller Mohammadzadeh mit COVID-19 infizierte.

## Veröffentlichung
Die Premiere von Beyond the Wall erfolgte am 8. September 2022 bei den Internationalen Filmfestspielen von Venedig. Wie bereits zuvor bei Saeed Roustayis Leilas Brüder beim Filmfestival von Cannes, ebenfalls mit Navid Mohammadzadeh in einer der Hauptrollen, verfügte auch Jalilvands Werk über keine Freigabe der iranischen Behörden. Er war mit seinen vorangegangenen in Venedig preisgekrönten Gesellschaftsdramen Chaharshanbeh, 19 Ordibehesht (2015) und Eine moralische Entscheidung (2017) jeweils in die Nebensektion Orizzonti eingeladen worden.
Die internationalen Verwertungsrechte an dem Film sicherte sich The Match Factory.

## Auszeichnungen
Mit Beyond the Wall konkurriert Vahid Jalilvand erstmals um den Goldenen Löwen, den Hauptpreis des Filmfestivals von Venedig.